# 하라다 다마키
하라다 다마키(일본어: 原田 環, 1946년~)는 일본의 역사가이다. 현재 현립 히로시마 대학 인간문화학부 교수로, 전공은 한국 근현대사, 근대 동아시아 국제 관계사이다.

## 경력
1946년 오카야마현 오치아이정에서 태어났다. 오카야마 대학 법문학부를 졸업하고, 1994년 히로시마 대학 박사 과정을 수료했다.
교토 대학, 도쿄 외국어 대학 등에서 시간강사를 맡았으며 서울대학교 객원 연구원, 시마네 대학 교육학부 조교수, 히히로시마 여자대학 국제문화학부 교수, 현립 히로시마 여자대학 국제문화학부 교수 등을 역임했다. 현재 현립 히로시마 대학 인간문화학부 교수를 맡고 있다.
상기한 여러 대학 외에 한일역사공동연구위원회 위원(2002~2005, 2007~2010) 등을 맡고 있으며 조선학회 회원이다.

## 저작

### 저서
- 『조선의 개국과 근대화』〔케이스이샤（일본어: 渓水社), 1997년〕

### 공저
- （최길성[1])『식민지의 조선과 대만 역사・문화인류학적 연구』〔다이치쇼보보（일본어: 第一書房), 2007년〕

## 논문

### 학술지수록 논문
- 「제2차한일협약조인과 대한제국 황제 고종」（『청구학술논집』24, 2004년）

### 단행본수록 논문
- 「동아시아의 국제 관계와 근대화―조선과 월남―」（일한역사공동연구위원회편 『일한역사공동연구보고서 제3분과편』 상권, 2005년）
- 「대한국 국제와 제이차일한협약반대운동―대한제국의 국가 양상―」（일한역사공동연구위원회편 『일한역사공동연구보고서 제2기 제3분과회편』, 2010년）